# Ingrid Haringa
Ingrid Roelinda Haringa (Velsen, 11 de julio de 1964) es una deportista neerlandesa que compitió en ciclismo en la modalidad de pista, especialista en las pruebas de velocidad y puntuación; aunque también compitió en patinaje de velocidad sobre hielo.
Participó en dos Juegos Olímpicos de Verano, entre los años 1992 y 1996, obteniendo en total tres medallas, en Barcelona 1992, bronce en la prueba de velocidad individual, y en Atlanta 1996, plata en la carrera por puntos y bronce en velocidad individual. Además, participó en los Juegos Olímpicos de Invierno de Calgary 1988, disputando dos pruebas de patinaje de velocidad.
Ganó seis medallas en el Campeonato Mundial de Ciclismo en Pista entre los años 1991 y 1994, y una medalla de plata en el Campeonato Europeo de Ciclismo en Pista de 1997.

## Carrera deportiva

### Patinaje de velocidad
Campeona de su país en cuatro ocasiones (500 m: 1987 y 1988; 1000 m: 1988 y 1989), participó a los 23 años en los Juegos Olímpicos de Calgary 1988, quedando en el 15.º lugar en los 500 m y en el 21.º en los 1000 m.

### Ciclismo
Inició la práctica del ciclismo en 1989, consiguiendo aquel año el título de campeona de su país en contrarreloj y en velocidad individual en la modalidad de pista. Participó en los Juegos Olímpicos de Barcelona 1992, donde ganó la medalla de bronce en la prueba de velocidad individual. En Atlanta 1996 consiguió ganar la medalla de plata en la carrera por puntos y revalidar la medalla de bronce en la prueba de velocidad individual.

## Medallero internacional
| Juegos Olímpicos   | Juegos Olímpicos         | Juegos Olímpicos  | Juegos Olímpicos     |
| Año                | Lugar                    | Medalla           | Competición          |
| ------------------ | ------------------------ | ----------------- | -------------------- |
| 1992               | Barcelona (España)       | Medalla de bronce | Velocidad individual |
| 1996               | Atlanta (Estados Unidos) | Medalla de plata  | Puntuación           |
| 1996               | Atlanta (Estados Unidos) | Medalla de bronce | Velocidad individual |
| Campeonato Mundial |                          |                   |                      |
| Año                | Lugar                    | Medalla           | Competición          |
| 1991               | Stuttgart (Alemania)     | Medalla de oro    | Velocidad individual |
| 1991               | Stuttgart (Alemania)     | Medalla de oro    | Puntuación           |
| 1992               | Valencia (España)        | Medalla de oro    | Puntuación           |
| 1993               | Hamar (Noruega)          | Medalla de oro    | Puntuación           |
| 1993               | Hamar (Noruega)          | Medalla de plata  | Velocidad individual |
| 1994               | Palermo (Italia)         | Medalla de oro    | Puntuación           |
| Campeonato Europeo |                          |                   |                      |
| Año                | Lugar                    | Medalla           | Competición          |
| 1997               | Berlín (Alemania)        | Medalla de plata  | Ómnium esprint       |

1. ↑  Campeonato Europeo realizado sólo para la disciplina de ómnium.
2. ↑  Variedad de ómnium que incluía cuatro pruebas de esprint: 200 m vuelta lanzada, keirin, eliminación y velocidad individual.

## Palmarés en patinaje
- 1987
  - Campeona de los Países Bajos en 500 m.
- 1988
  - Campeona de los Países Bajos en 500 m.
  - Campeona de los Países Bajos en 1000 m.
- 1989
  - Campeona de los Países Bajos en 1000 m.

## Palmarés en ciclismo

### Pista
- 1991
  - Campeona del mundo de puntuación 
  - Campeona del mundo de velocidad 
  - Campeona de los Países Bajos en Velocidad
- 1992
  - Medalla de bronce a los Juegos Olímpicos del 1992 en Velocidad
  - Campeona del mundo de puntuación 
  - Campeona de los Países Bajos en Velocidad 
  - Campeona de los Países Bajos en Puntuación
- 1993
  - Campeona del mundo de puntuación 
  - Campeona de los Países Bajos en Velocidad
  - Campeona de los Países Bajos en Puntuación
- 1994
  - Campeona del mundo de puntuación 
  - Campeona de los Países Bajos en Velocidad
  - Campeona de los Países Bajos en Puntuación
- 1995
  - Campeona de Europa en Ómnium Endurance
  - Campeona de los Países Bajos en Velocidad 
  - Campeona de los Países Bajos en Puntuación 
  - Campeona de los Países Bajos en 500 m.
- 1996
  - Medalla de plata a los Juegos Olímpicos del 1996 en Puntuación 
  - Medalla de bronce a los Juegos Olímpicos del 1996 en Velocidad 
  - Campeona de los Países Bajos en Velocidad 
  - Campeona de los Países Bajos en Puntuación 
  - Campeona de los Países Bajos en 500 m. 
  - Campeona de los Países Bajos en Persecución
- 1997
  - Campeona de los Países Bajos en Velocidad 
  - Campeona de los Países Bajos en Puntuación 
  - Campeona de los Países Bajos en 500 m.
- 2001
  - Campeona de los Países Bajos en Velocidad

#### Resultados a laCopa del Mundo en pista
- 1993
  - 1.º en Hyères, en Puntuación
- 1994
  - 1.º en Hyères, en Puntuación

### Ruta
- 1990
  - 1.º en la París-Bourges
- 1991
  - Campeona de los Países Bajos en contrarreloj
- 1992
  - Vencedora de 2 etapas al Tour de la CEE